# (32332) 2000 QV69
2000 QV69 (asteroide 32332) é um asteroide da cintura principal. Possui uma excentricidade de 0.05698690 e uma inclinação de 4.35747º.
Este asteroide foi descoberto no dia 30 de agosto de 2000 por Spacewatch em Kitt Peak.